# Elif Dağdelen
Elif Dağdelen (* 8. August 1991 als Elif Karabulut) ist eine türkische Leichtathletin, die im Mittelstrecken- und Hindernislauf sowie auch im Langstreckenlauf an den Start geht.

## Sportliche Laufbahn
Erste internationale Erfahrungen sammelte Elif Dağdelen im Jahr 2011, als sie bei den U23-Europameisterschaften in Ostrava mit 10:53,93 min im Vorlauf über 3000 m Hindernis ausschied. 2013 belegte sie bei den Mittelmeerspielen in Mersin in 2:08,58 min den sechsten Platz im 800-Meter-Lauf und anschließend klassierte sie sich bei den U23-Europameisterschaften in Tampere mit 4:19,87 min auf dem achten Platz über 1500 m. Daraufhin gewann sie bei den Balkan-Meisterschaften in Stara Sagora in 4:16,68 min die Silbermedaille im 1500-Meter-Lauf sowie in 9:22,12 min auch über 3000 m. Ende September gewann sie dann in 10:07,79 min die Silbermedaille im Hindernislauf bei den Islamic Solidarity Games in Palembang hinter der Algerierin Amina Bettiche. Zudem wurde sie in 4:21,94 min Sechste über 1500 m und musste im Rennen über 5000 m vorzeitig aufgeben. Im Jahr darauf belegte sie bei den Balkan-Meisterschaften in Pitești in 10:11,52 min den fünften Platz im Hindernislauf und 2015 nahm sie an der Sommer-Universiade in Gwangju teil und erreichte dort in 16:15,34 min Rang elf im 5000-Meter-Lauf und musste im Hindernislauf aufgeben. Anschließend klassierte sie sich bei den Balkan-Meisterschaften in Pitești mit 10:18,90 min auf dem vierten Platz im Hindernislauf und gab im Rennen über 5000 m auf. Ende September wurde sie dann in 1:21:57 h Zweite beim Izmir-Halbmarathon. 2016 startete sie im Hindernislauf bei den Europameisterschaften in Amsterdam, verpasste dort aber den Finaleinzug. 
2018 wurde sie in 1:20:03 h Dritte beim Pamukkale-Halbmarathon und startete anschließend über die ganze Marathondistanz bei den Europameisterschaften in Berlin, bei denen sie nach 2:50:59 h auf Rang 44 einlief. 2021 gewann sie dann in 16:09,10 min die Bronzemedaille über 5000 m bei den Balkan-Meisterschaften in Smederevo und belegte in 9:59,14 min den vierten Platz im Hindernislauf.
2014 wurde Dağdelen türkische Meisterin im 3000-Meter-Hindernislauf.

## Persönliche Bestzeiten
- 800 Meter: 2:08,58 min, 9. Juni 2013 in Mersin
- 1500 Meter: 4:15,89 min, 13. Juli 2013 in Tampere
- 3000 Meter: 9:22,12 min, 27. Juli 2013 in Stara Sagora
- 5000 Meter: 16:09,10 min, 27. Juni 2021 in Smederevo
- Halbmarathon: 1:20:03 h, 6. Mai 2018 in Pamukkale
- Marathon: 2:39:58 h, 29. April 2018 in Düsseldorf
- 3000 m Hindernis: 9:46,17 min, 23. Mai 2016 in Mersin